# Zuhaltung
Als Zuhaltung (altertümlich: Gesperre) wird in der Technik ein Sperr- oder Schließmechanismus bezeichnet.
Auf Flughäfen werden zur Zuhaltung der Flügeltüren zur Fluggastbrücke Elektromagnete verwendet. Eine Zuhaltung muss also nicht zwingend mit einem Riegel zusammenhängen.
Bei Notebooks ist ebenfalls eine magnetische Zuhaltung zu finden, welche anstelle eines sonst üblichen Zentralverschlusses oder Deckelriegels zum Einsatz kommt.
In der Schließtechnik wird mit Zuhaltung das Sperrorgan im Chubbschloss (auch Zuhaltungschloss) bezeichnet. Die Art, Anordnung und Anzahl der Zuhaltungen werden als Unterscheidungs- und Sicherheitsmerkmal benutzt und bestimmen, welche Schlüssel das Schloss öffnen können. Die Zuhaltungen sperren den Riegel bzw. Riegelschaft. Zacken am Tourstift und an den Zuhaltungen sollen das Öffnen der Zuhaltungschlösser nach dem Hobbschen Verfahren verhindern.
Beim Schließzylinder werden die Sperrorgane Stiftzuhaltungen genannt.